# 台中港線

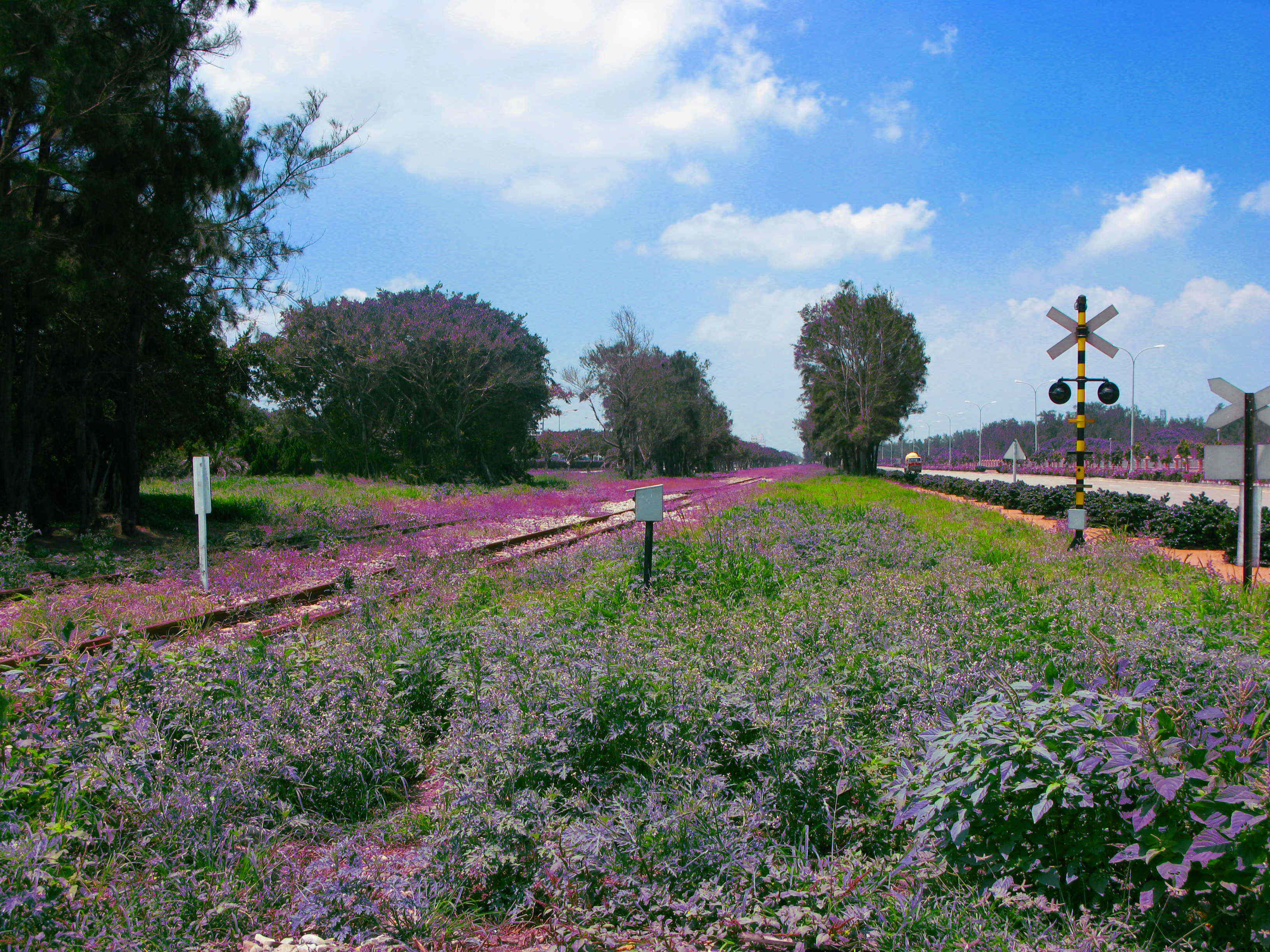
台中港線

台中港線，亦稱台中臨港線，為臺灣鐵路公司經營的鐵路貨運支線。

## 歷史
- 1974年，時任行政院院長蔣經國為了建築十大建設之一的台中港，於是鋪設甲南車站至台中港的鐵路，原名台中港工程局線
- 1976年，改稱台中港路專用側線。
  - 10月30日更名為台中港線。
- 1976年10月31日，路線經營權正式轉交台鐵，並開始辦理台鐵之貨運業務。
- 1985年4月1日，原本的台中港站改成「台中港貨運辦公室」，甲南車站亦改名為「台中港車站」。
- 2019年9月30日至11月30日兩個月期間，配合臺中港碼頭整修工程，鐵路運輸將先行暫停行駛兩個月。

## 路線資料
- 經營管轄：臺灣鐵路公司
- 路線距離：台中港＝一號碼頭 7.8 公里
- 軌距：1,067 毫米
- 車站數：2（含起訖車站；2006年5月）
- 開業時間： 1976年10月31日
- 雙線區間：無，全線單線
- 電化區間：無

## 運行形態
- 專供貨運使用。

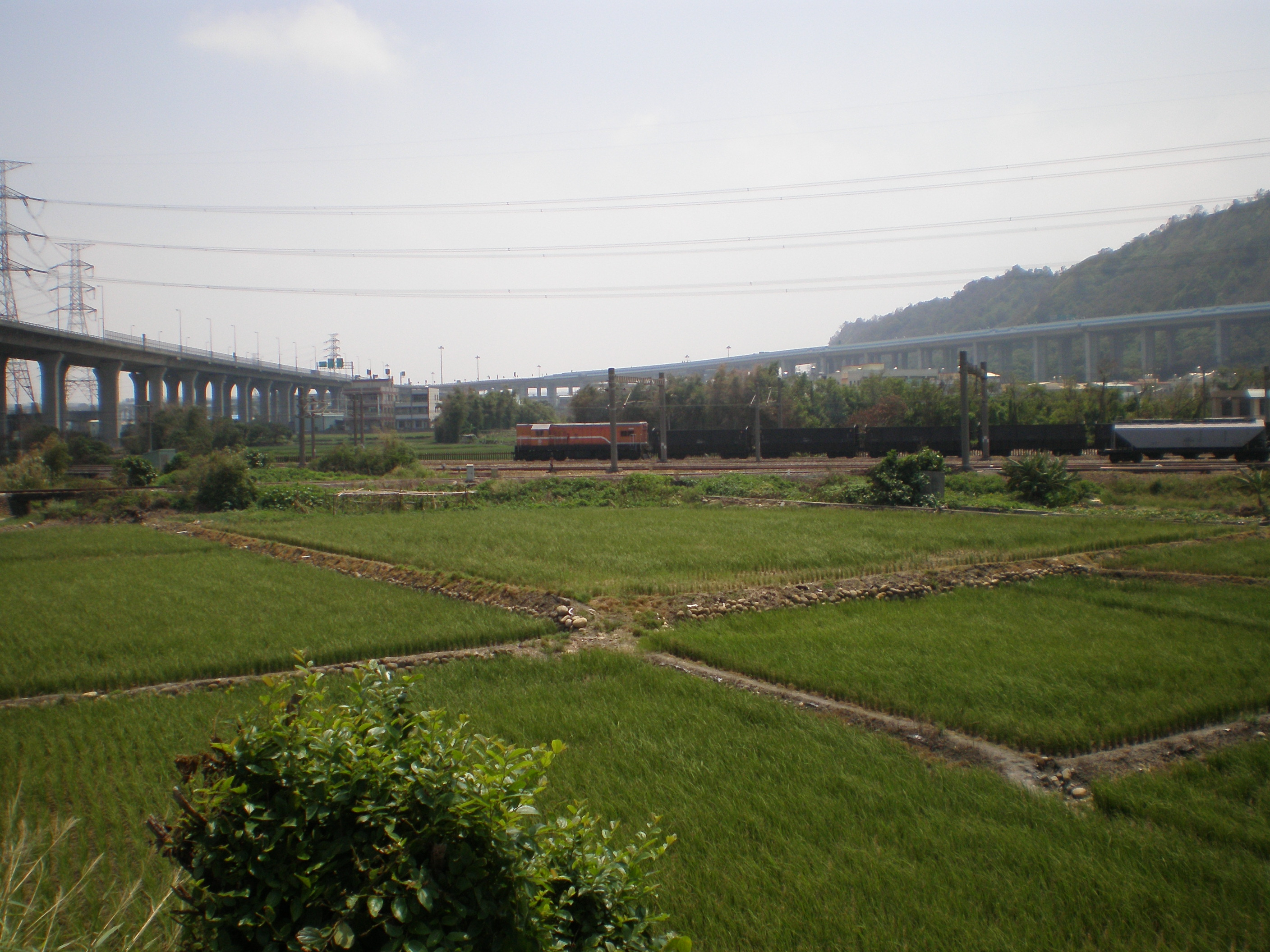
台中港線列車

- 目前主要是運送小麥、玉米等穀類，並送往富岡、新竹的飼料及麵粉廠。
- 往返台中港車站和台中港一號、三號碼頭的穀物列車，是目前行駛的主要車種（一日最多三往返）[1]。
- 偶有鋼軌列車進出五號碼頭，並輸送軌料。不過5-8碼頭線已於2017年9月停用並拆除，故日後鋼軌亦將從1-4碼頭線托運。
- 在基隆臨港線正式廢線之後，也開始接收並交付由國外添購的新列車，如2015年12月24日到港的普悠瑪增購列車[2]以及2021年5月11日首次卸貨的EMU900型電聯車[3][4]。

## 使用車輛
- R20/R100/R150型柴電機車+ 貨運車廂
- 貨運車廂以穀斗車為主，偶有平車及敞車。
- R150型柴電機車+進口下船迴送彰化之車輛。

## 遊客管制
- 台中港線通過貨運辦公室後，會行經北堤中隊前方的平交道(北堤路與中一路)，再往前即進入港區(北堤管制站)，一般遊客無法進入。

## 車站一覽
| 車站名稱          | 車站名稱           | 營業里程 （台中港起） | 續接／交會路線 | 備註                         | 所在地 | 所在地 |
| 中文 （國音電碼） | 英譯               | 營業里程 （台中港起） | 續接／交會路線 | 備註                         | 所在地 | 所在地 |
| ----------------- | ------------------ | --------------------- | -------------- | ---------------------------- | ------ | ------ |
| 台中港 （ㄊㄓㄍ） | Taichung Port      | 0.0                   |                | 舊名甲南；可轉乘海岸線       | 臺中市 | 清水區 |
| 貨運辦公室        |                    | 6.0                   |                | 舊名台中港                   | 臺中市 | 清水區 |
| 一號碼頭          | Taichung NO.1 Port | 7.8                   |                | 因位於港區，一般遊客無法到達 | 臺中市 | 清水區 |

## 圖片
- 台鐵TEMU2000型電聯車抵達臺中港後，被柴電機車R157牽引。
- 離開台中港，即將進入海岸線的列車。

## 腳註
1. ↑  張軒哲. . 自由時報. 2017-10-19  [2023-05-05].
2. ↑  歐素美. . 自由時報. 2015-12-24  [2023-05-05].
3. ↑  陳淑娥. . 中國時報. 2021-05-11  [2023-05-05]. （原始内容存档于2023-04-23）.
4. ↑  陳金龍. . 自中華新聞雲. 2021-05-03  [2023-05-05]. （原始内容存档于2023-04-25）.
5. ↑  .   [2012-10-16]. （原始内容存档于2013-06-02）.

## 外部連結
- 交通部臺灣鐵路管理局（页面存档备份，存于）